# Just Stand Up!
"Just Stand Up!" là ca khúc do nhóm từ thiện gồm những ca sĩ với nhiều dòng nhạc khác nhau pop, R&B, rock, đồng quê.

## Người trình bày
- Mariah Carey
- Beyoncé Knowles
- Keyshia Cole
- Mary J. Blige
- Rihanna
- Carrie Underwood
- Fergie
- Sheryl Crow (chỉ có ở phiên bản phòng thu)
- Melissa Etheridge (chỉ có ở phiên bản phòng thu)
- Leona Lewis
- Natasha Bedingfield
- Miley Cyrus
- LeAnn Rimes (chỉ có ở phiên bản phòng thu)
- Ashanti
- Ciara
- Nicole Scherzinger (chỉ có ở phiên bản phòng thu)

## Danh sách track
1. "Just Stand Up!"
2. "Just Stand Up!" (Video trực tiếp)

## Bảng xếp hạng
| Bảng xếp hạng (2008)                 | Vị trí cao nhất |
| ------------------------------------ | --------------- |
| Australian ARIA Singles Chart        | 39              |
| Austria                              | 73              |
| Canadian Hot 100                     | 10              |
| Italian FIMI Singles Chart           | 7               |
| Japan Hot 100                        | 85              |
| DSM Hot 25 Chart                     | 1               |
| DSM Hot Pop Chart                    | 1               |
| New Zealand RIANZ Singles Chart      | 19              |
| Swedish Singles Chart                | 51              |
| U.S. Billboard Hot 100               | 11              |
| U.S. Billboard Hot R&B/Hip-Hop Songs | 57              |
| U.S. Billboard Pop 100               | 18              |
| UK Singles Chart                     | 26              |